# Формула Циолковского

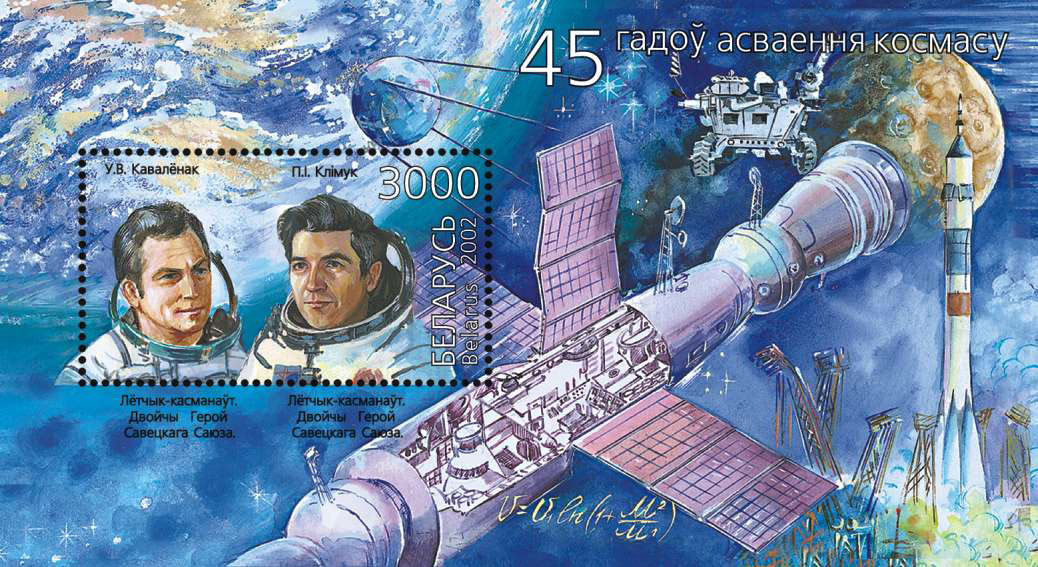
Белорусский почтовый блок 2002 года. Формула Циолковского (внизу) приведена в близком к записанному Циолковским виде

Фо́рмула Циолко́вского определяет скорость, которую развивает летательный аппарат под воздействием тяги ракетного двигателя, неизменной по направлению, при отсутствии всех других сил. Эта скорость называется характеристической скоростью:
{\displaystyle V=I\cdot \ln {\frac {m_{0}}{m_{1}}},}
где {\displaystyle I} — удельный импульс ракетного двигателя (отношение тяги двигателя к секундному расходу массы топлива);
{\displaystyle m_{0}} — начальная масса летательного аппарата (полезная нагрузка + конструкция аппарата + топливо);
{\displaystyle m_{1}} — конечная масса летательного аппарата (полезная нагрузка + конструкция аппарата);
{\displaystyle {\frac {m_{0}}{m_{1}}}} — число Циолковского есть физическая характеристика ракеты (величина), которая показывает относительный запас топлива.
При орбитальных манёврах и межпланетных перелетах (то есть при наличии ненулевой начальной скорости) вместо V часто используется обозначение ΔV.

## История

График, построенный по формуле Циолковского

Эта формула была выведена К. Э. Циолковским в рукописи «Ракета» 10 (22) мая 1897 и опубликована в 1903 году в майском выпуске журнала «Научное обозрение» в следующем виде:53:
{\displaystyle {V \over V_{1}}=\ln \left(1+{M_{2} \over M_{1}}\right),}
где {\displaystyle V} — конечная скорость ракеты;
{\displaystyle V_{1}} — скорость вырывающихся элементов относительно ракеты;
{\displaystyle M_{1}} — масса ракеты без взрывчатых веществ (то есть без топлива);
{\displaystyle M_{2}} — масса взрывчатых веществ.
Однако первым уравнение движения тела с переменной массой решил английский исследователь У. Мур в 1810—1811 годах, опубликовавший решение в своей книге в 1813 году.
Формула Циолковского может быть получена путём интегрирования дифференциального уравнения Мещерского для материальной точки переменной массы:
{\displaystyle m\cdot {\frac {d{\vec {V}}}{dt}}+{\vec {u}}\cdot {\frac {dm}{dt}}=0,}
где {\displaystyle m} — масса точки;
{\displaystyle V} — скорость точки;
{\displaystyle u} — относительная скорость, с которой движется отделяющаяся от точки часть её массы.
Для ракетного двигателя эта величина и составляет его удельный импульс {\displaystyle I}.
Для многоступенчатой ракеты конечная скорость рассчитывается как сумма скоростей, полученных по формуле Циолковского отдельно для каждой ступени, причем при расчёте характеристической скорости каждой ступени к её начальной и конечной массе добавляется суммарная начальная масса всех последующих ступеней.
Введём обозначения:
- {\displaystyle m_{0i}} — масса заправленной {\displaystyle i}-й ступени ракеты;
- {\displaystyle m_{1i}} — масса {\displaystyle i}-й ступени без топлива;
- {\displaystyle I_{i}} — удельный импульс двигателя {\displaystyle i}-й ступени;
- {\displaystyle M_{0}} — масса полезной нагрузки;
- {\displaystyle N} — число ступеней ракеты.

Тогда формула Циолковского для многоступенчатой ракеты может быть записана в следующем виде:
{\displaystyle V=\sum _{i=1}^{N}I_{i}\cdot \ln \left({\frac {M_{0}+{\sum _{j=i}^{N}}m_{0j}}{M_{0}+m_{1i}+{\sum _{j=i+1}^{N}}m_{0j}}}\right).}

## Отличие реальной скорости ракеты от характеристической
В условиях реального полёта скорость, развиваемая ракетами, как правило, ниже характеристической из-за потерь, вызываемых силами гравитации, сопротивления среды и другими факторами.
В следующей таблице приведён баланс скоростей ракеты «Сатурн V» при предполагаемом выводе корабля «Аполлон» на траекторию полёта к Луне.
| Ступень        | Характеристическая скорость, м/c | Гравитационные потери, м/c | Аэродинамические потери, м/c | Потери на управление, м/c | Фактическая скорость, м/c |
| -------------- | -------------------------------- | -------------------------- | ---------------------------- | ------------------------- | ------------------------- |
| Первая (S-IC)  | 3660                             | 1220                       | 46                           | 0                         | 2394                      |
| Вторая (S-II)  | 4725                             | 335                        | 0                            | 183                       | 4207                      |
| Третья (S-IVB) | 4120                             | 122                        | 0                            | 4,5                       | 3993,5                    |
| В сумме        | 12505                            | 1677                       | 46                           | 187,5                     | 10594,5                   |

Как видно из таблицы, гравитационная составляющая является наибольшей в общей величине потерь. Гравитационные потери возникают из-за того, что ракета, стартуя вертикально, не только разгоняется, но и набирает высоту, преодолевая тяготение Земли, и на это также расходуется топливо. Величина этих потерь вычисляется по формуле:
{\displaystyle \Delta V_{g}\ =\int \limits _{0}^{t}g(t)\cdot \cos \gamma (t)\,dt,}
где {\displaystyle g(t),}— местное ускорение гравитации;
{\displaystyle \gamma (t)} — угол между вектором силы тяги двигателя и местным вектором гравитации, соответственно, являющиеся функциями времени по программе полёта.
Как видно из таблицы, наибольшая часть этих потерь приходится на участок полёта первой ступени. Это объясняется тем, что на этом участке траектория отклоняется от вертикали в меньшей степени, чем на участках последующих ступеней, и значение {\displaystyle \cos \gamma (t)} близко к максимальному значению — 1.
Аэродинамические потери вызваны сопротивлением воздушной среды при движении ракеты в ней и рассчитываются по формуле:
{\displaystyle \Delta V_{a}\ =\int \limits _{0}^{t}{\frac {A(t)}{m(t)}}\,dt,}
где {\displaystyle A(t)} — сила лобового аэродинамического сопротивления;
{\displaystyle m(t)} — текущая масса ракеты.
Основные потери от сопротивления воздуха также приходятся на участок работы 1-й ступени ракеты, так как этот участок проходит в нижних, наиболее плотных слоях атмосферы.
Космический аппарат должен быть выведен на орбиту со строго определёнными параметрами. Для этого система управления на активном участке полёта разворачивает ракету по определённой программе, при этом направление тяги двигателя отклоняется от текущего направления движения ракеты, а это влечёт за собой потери скорости на управление, которые рассчитываются по формуле:
{\displaystyle \Delta V_{u}\ =\int \limits _{0}^{t}{\frac {F(t)}{m(t)}}\cdot (1-\cos \alpha (t))\,dt,}
где {\displaystyle F(t)} — текущая сила тяги двигателя;
{\displaystyle m(t)} — текущая масса ракеты;
{\displaystyle \alpha (t)} — угол между векторами тяги и скорости ракеты.
Наибольшая часть потерь на управление ракеты приходится на участок полёта 2-й ступени, поскольку именно на этом участке происходит переход от вертикального полёта в горизонтальный, и вектор тяги двигателя в наибольшей степени отклоняется по направлению от вектора скорости ракеты.

## Использование формулы Циолковского при проектировании ракет
Выведенная в конце XIX века, формула Циолковского и сегодня составляет важную часть математического аппарата, используемого при проектировании ракет, в частности, при определении их основных массовых характеристик.
Путём несложных преобразований формулы получаем следующее уравнение:
{\displaystyle {\frac {M_{1}}{M_{2}}}=e^{V/I},\qquad \qquad (1)}
Это уравнение дает отношение начальной массы ракеты к её конечной массе при заданных значениях конечной скорости ракеты и удельного импульса.
Введём следующие обозначения:
- {\displaystyle M_{0}} — масса полезного груза;
- {\displaystyle M_{k}} — масса конструкции ракеты;
- {\displaystyle M_{t}} — масса топлива.

Масса конструкции ракеты в большом диапазоне значений зависит от массы топлива почти линейно: чем больше запас топлива, тем больше размеры и масса ёмкостей для его хранения, больше масса несущих элементов конструкции, мощнее (следовательно, массивнее) двигательная установка. Выразим эту зависимость в виде:
{\displaystyle M_{k}={\frac {M_{t}}{k}},\qquad \qquad (2)}
где {\displaystyle k} — коэффициент, показывающий, какое количество топлива приходится на единицу массы конструкции.
При рациональном конструировании этот коэффициент, в первую очередь, зависит от характеристик (плотности и прочности) конструкционных материалов, используемых в производстве ракеты. Чем прочнее и легче используемые материалы, тем выше значение коэффициента {\displaystyle k}. Этот коэффициент зависит также от усреднённой плотности топлива (для менее плотного топлива требуются ёмкости бо́льшего размера и массы, что ведёт к снижению значения {\displaystyle k}).
Предыдущее уравнение может быть записано в виде:
{\displaystyle {\frac {M_{0}+M_{t}+M_{t}/k}{M_{0}+M_{t}/k}}=e^{V/I},}
что путём элементарных преобразований приводится к виду:
{\displaystyle M_{t}={\frac {M_{0}\cdot k\cdot (e^{V/I}-1)}{k+1-e^{V/I}}}.\qquad \qquad (3)}
Эта форма уравнения Циолковского позволяет рассчитать массу топлива, необходимого для достижения одноступенчатой ракетой заданной характеристической скорости, при заданных массе полезного груза, значении удельного импульса и значении коэффициента {\displaystyle k}.
Формула имеет смысл, только когда значение, получающееся при подстановке исходных данных, положительно. Поскольку экспонента для положительного аргумента всегда больше 1, числитель формулы всегда положителен, следовательно, положительным должен быть и знаменатель этой формулы:
{\displaystyle k+1-e^{V/I}>0}, иначе говоря, {\displaystyle k>e^{V/I}-1.\qquad \qquad (4)}
Это неравенство является критерием достижимости одноступенчатой ракетой заданной скорости {\displaystyle V} при заданных значениях удельного импульса {\displaystyle I} и коэффициента {\displaystyle k}. Если неравенство не выполняется, заданная скорость не может быть достигнута ни при каких затратах топлива: с увеличением количества топлива будет возрастать и масса конструкции ракеты и отношение начальной массы ракеты к конечной никогда не достигнет значения, требуемого формулой Циолковского для достижения заданной скорости.

### Пример расчёта массы ракеты
Требуется вывести искусственный спутник Земли массой {\displaystyle M_{0}} = 10 т на круговую орбиту высотой 250 км. Располагаемый двигатель имеет удельный импульс {\displaystyle I} = 2900 м/c. Коэффициент {\displaystyle k=9} означает, что масса конструкции составляет 10 % от массы заправленной ракеты (ступени). Определим массу ракеты-носителя.
Первая космическая скорость для выбранной орбиты составляет 7759,4 м/с, к которой добавляются предполагаемые потери от гравитации 600 м/c; характеристическая скорость, таким образом, составит {\displaystyle V} = 8359,4 м/c (остальными потерями в первом приближении можно пренебречь). При таких параметрах величина {\displaystyle e^{V/I}} = 17,86. Неравенство (4) не выполняется, следовательно, одноступенчатой ракетой при данных условиях достижение поставленной цели невозможно.
Данный расчет является упрощенным и не учитывает затрат на изменение потенциальной энергии тела, и при его прямом применении возникает иллюзия, что затраты уменьшаются с ростом высоты орбиты. В реальности минимальная потребная скорость (мгновенно приданная телу на уровне нулевой высоты над поверхностью) оказывается выше. Величина характеристической скорости {\displaystyle v_{x}} не может быть меньше некоторого значения {\displaystyle v_{x~\min }}, которое можно найти из следующих соображений. Предположим, что вся характеристическая скорость {\displaystyle v_{x~\min }} сообщается мгновенно у поверхности Земли и выход на орбиту осуществляется каким-то способом так, что приобретенная у поверхности Земли кинетическая энергия {\displaystyle mv_{x~\min }^{2}/2} полностью расходуется на подъём космического аппарата из точки А с расстоянием R от центра Земли (R — радиус Земли) до точки В с расстоянием {\displaystyle r_{0}} (начальное расстояние для движения по пассивной траектории) и на сообщение космическому аппарату необходимой начальной скорости {\displaystyle v_{0}}. Согласно закону сохранения механической энергии:
{\displaystyle {\frac {mv_{x~\min }^{2}}{2}}-{\frac {GmM}{R}}={\frac {mv_{0}^{2}}{2}}-{\frac {GmM}{r_{0}}},}
{\displaystyle v_{x~\min }^{2}=v_{0}^{2}-{\frac {2GM}{r_{0}}}+{\frac {2GM}{R}}.}
При выводе этого уравнения мы пренебрегаем сопротивлением атмосферы и предполагаем, что все топливо расходуется ракетой-носителем мгновенно и не тратится никакой энергии на такое искривление траектории, которое необходимо, чтобы вектор скорости {\displaystyle v_{0}} имел заданное направление в точке, находящейся на расстоянии {\displaystyle r_{0}} от центра Земли. В частном случае, когда космический аппарат выводится на круговую орбиту спутника Земли радиуса {\displaystyle r_{0}} (а значит {\displaystyle v_{0}={\sqrt {GM/r_{0}}}}), из выведенной выше формулы получаем:
{\displaystyle v_{x~\min }^{2}={\frac {2GM}{R}}-{\frac {GM}{r_{0}}}}, или {\displaystyle v_{x~\min }={\sqrt {\frac {2GM}{R}}}{\sqrt {1-{\frac {R}{2r_{0}}}}}.}
Это приближение не учитывает импульсов на переход с круговой орбиты Земли на эллиптическую и с эллиптической на новую круговую, а также применимо только к гомановским переходам (то есть применение для параболических и гиперболических переходов не работает), но оно много точнее, чем если просто принимать за потребную скорость первую космическую для широкого диапазона высот НОО.
Тогда для круговой орбиты с высотой 250 км потребная скорость для вывода составит 8063 м/с, а не 7764 м/с, а для геостационарной орбиты (35 786 км над уровнем Земли) — уже 10 762 м/с, а не 3077 м/с, как было бы при игнорировании затрат на изменение потенциальной энергии.

#### Расчёт для двуступенчатой ракеты
Разделим пополам характеристическую скорость, что составит характеристическую скорость для каждой из ступеней двухступенчатой ракеты: {\displaystyle V=4179{,}7} м/c. На этот раз {\displaystyle e^{V/I}=4{,}23}, что удовлетворяет критерию достижимости (4), и, подставляя в формулы (3) и (2) значения, для второй ступени получаем:
{\displaystyle M_{t2}={\frac {10\,{\text{т}}\cdot 9\cdot (4{,}23-1)}{9+1-4{,}23}}=50{,}3} т;
{\displaystyle M_{k2}={\frac {50{,}3\,{\text{т}}}{9}}=5{,}6} т.
Таким образом, полная масса второй ступени составляет 55,9 т.
Для первой ступени к массе полезной нагрузки добавляется полная масса второй ступени; после соответствующей подстановки получаем:
{\displaystyle M_{t1}={\frac {(10\,{\text{т}}+55{,}9\,{\text{т}})\cdot 9\cdot (4{,}23-1)}{9+1-4{,}23}}=331{,}3} т;
{\displaystyle M_{k1}={\frac {331{,}3\,{\text{т}}}{9}}=36{,}8} т.
Таким образом, полная масса первой ступени составляет 368,1 т, а общая масса двухступенчатой ракеты с полезным грузом составит (10 + 55,9 + 368,1) т = 434 т. Аналогичным образом выполняются расчёты для бо́льшего количества ступеней. В результате получаем, что стартовая масса трёхступенчатой ракеты составит 323,1 т, четырёхступенчатой — 294,2 т, пятиступенчатой — 281 т.
На этом примере видно, как оправдывается многоступенчатость в ракетостроении: при той же конечной скорости ракета с бо́льшим числом ступеней имеет меньшую массу.
Эти результаты получены в предположении, что коэффициент конструктивного совершенства ракеты {\displaystyle k} остаётся постоянным, независимо от количества ступеней. Более тщательное рассмотрение показывает, что это сильное упрощение. Ступени соединяются между собой специальными секциями-переходниками — несущими конструкциями, каждая из которых должна выдерживать суммарный вес всех последующих ступеней, помноженный на максимальное значение перегрузки, которую испытывает ракета на всех участках полёта, на которых переходник входит в состав ракеты. С увеличением числа ступеней их суммарная масса уменьшается, в то время как количество и суммарная масса переходников возрастают, что ведёт к снижению коэффициента {\displaystyle k}, а, вместе с ним, и положительного эффекта многоступенчатости. В современной практике ракетостроения более четырёх ступеней, как правило, не делается.
Такого рода расчёты выполняются не только на первом этапе проектирования — при выборе варианта компоновки ракеты, но и на последующих стадиях проектирования, по мере детализации конструкции, формула Циолковского постоянно используется при поверочных расчётах, когда характеристические скорости пересчитываются, с учётом сложившихся из конкретных деталей соотношений начальной и конечной массы ракеты (ступени), конкретных характеристик двигательной установки, уточнения потерь скорости после расчёта программы полёта на активном участке, и т. д., чтобы контролировать достижение ракетой заданной скорости.

## Обобщённая формула Циолковского
Для ракеты, летящей со скоростью, близкой к скорости света, справедлива обобщённая формула Циолковского:
{\displaystyle {\frac {M_{2}}{M_{1}}}=\left({\frac {1-{\frac {V}{c}}}{1+{\frac {V}{c}}}}\right)^{\frac {c}{2I}},}
где {\displaystyle c} — скорость света.
Для фотонной ракеты {\displaystyle I=c} и формула имеет вид:
{\displaystyle {\frac {M_{2}}{M_{1}}}={\sqrt {\frac {1-{\frac {V}{c}}}{1+{\frac {V}{c}}}}}.}
Скорость фотонной ракеты вычисляется по формуле:
{\displaystyle {\frac {V}{c}}={\frac {1-\left({\frac {M_{2}}{M_{1}}}\right)^{2}}{1+\left({\frac {M_{2}}{M_{1}}}\right)^{2}}}.}

## В филателии
Формула Циолковского изображена на почтовой марке Польши 1963 года (Sc #1178), почтовой марке Никарагуа 1971 года из серии «10 математических формул, которые изменили лик Земли» (Sc #880) и на полях почтового блока Белоруссии 2002 года, посвящённого 45-летию освоения космоса (Sc #454).

## Комментарии
1. ↑  Для теплового ракетного двигателя это утверждение справедливо при равенстве давлений на срезе сопла и в окружающей среде. При этом сама формула Циолковского сохраняет свою справедливость независимо от соблюдения этого условия.
2. ↑  К этой величине добавляется скорость вращения Земли на широте мыса Канаверал, с которого производились пуски по программе «Аполлон» — 406 м/с. Таким образом, корабль Аполлон стартовал к Луне со скоростью 11 000 м/с. На высоте 500 км (апогей околоземной орбиты, с которой корабль переходил на траекторию полёта к Луне) вторая космическая скорость составляет 10 772 м/c.